# Дух часу: Додаток
Дух часу: Додаток, документальний фільм Пітера Джозефа, продовження фільму Дух часу. Фільм з позиції теорії змови розглядає Федеральну резервну систему США i американські корпорації, що співпрацюють із ЦРУ та іншими інститутами. Багато розповідається про лібертарний рух, що зветься Проєкт «Венера». Прем'єра фільму відбулася 2 жовтня, 2008 в Лос-Анджелесі. 4 жовтня, 2008 фільм був опублікований у вільному доступі. За словами режисера, Пітера Джозефа, фільм намагається виявити істині причини поширення корупції і пропонує рішення.

## Структура фільму
Дух часу: Додаток складається із чотирьох частин. Всі частини є продовженням попереднього фільму, Дух часу.

### Частина перша
Вступна цитата:
|                                     | Немає рабства безнадійнішого, ніж рабство тих рабів, Себе хто вважає вільним від кайданів. |
| — Іоганн Вольфганг Гете (1749-1832) |                                                                                            |

У першій частині розглядається функціонування грошової маси й Федерального Резервного банку.

### Частина друга
Вступна цитата:
|                | Є два способи завоювати й поневолити нації. Перший — мечем. Другий — боргом. |
| — Джон Перкінс |                                                                              |

Ця частина оформлена в документальному стилі. Джон Перкінс дає інтерв'ю як економічний вбивця, описуючи як, відповідно до його слів, ЦРУ, управляюча політична еліта та корпорації підривають ліберальні режими інших країн.

### Частина третя
Вступна цитата:
|                                                        | Жадібність і Суперництво — не є результатом незмінної людської природи… жадібність і механізм створення дефіциту, фактично, створені й посилені... вони і є причиною нашої боротьби за виживання. |
| — Бернард Ліетар, засновник грошової системи Євросоюзу | |

Глава, присвячена Проєкту Венера.

### Частина четверта
Вступна цитата:
|                         | Світ — це моя країна… а моя релігія — робити добро. |
| — Томас Пейн, 1737-1809 |                                                     |

Фільм починається й закінчується виступом Джідду Крішнамурті.

## Пропоновані дії для трансформації суспільства
1. Викривайте банківське шахрайство, бойкотуючи найпотужніші американські банки: Сітібанк, JPMorgan Chase і Банк Америки.
2. Не дивиться новини по ТВ. Відвідуйте незалежні агентства новин в Інтернеті для одержання інформації. Захищайте Інтернет.
3. Не йдіть в армію.
4. Перестаньте підтримувати енергетичні компанії. Сонячна, вітрова, і інші поновлювані джерела енергії вже доступні споживачеві.
5. Відкидайте політичну систему. У грошовій системі не буває справжньої демократії.
6. Приєднуйтеся до руху. Потрібно створити найбільший масовий рух для зміни суспільства.

## Проєкт Венера
Проєкт Венера, Жака Фреско, пропонує як рішення для людства системи стійкого розвитку. Метою проєкту є створення «економіки, заснованої на ресурсах» за допомогою сучасних технологій. Як і Дух Часу, Проєкт Венера стверджує, що грошова система порочна й неминуче веде до саморуйнування. Наступним кроком до цивілізованого світу є рятування від жадібності, багатства, дискримінації й, найголовніше, грошей. У економіці, заснованій на ресурсах, всі одержують те, що хочуть безкоштовно. 90 % вакансій повністю зникнуть завдяки автоматизації. Таким чином, люди стануть вільними й почнуть дбати лише про свої власні інтереси.
Як стверджує Жак Фреско у фільмі: « „Все повинно мати цінник. Чим ви будете мотивувати людей? Якщо в людини є все, то він буде просто лежати на сонці“ — це міф, що вони вкоренили.»